# Mińsk. Przewodnik po Mieście Słońca
Mińsk. Przewodnik po Mieście Słońca (biał. Malaâ padarožnaâ knžka pa Goradze Sonca) – powieść w formie wspomnień autorstwa Artura Klinaua wydana w 2006, a w Polsce w 2008 przez Wydawnictwo Czarne w tłumaczeniu Małgorzaty Buchalik.
Autor, z wykształcenia architekt, spogląda na Mińsk poprzez pryzmat historii jego architektury. Wspomnienia z dzieciństwa i młodości związane są z monumentalnymi budowlami socrealizmu, wyburzeniami w obrębie starego miasta, czy lichą zabudową przedmieść stolicy Białorusi (np. Strażowki, Ptasiego Rynku lub Sielchozposiołku). Autor nawiązuje do Utopii Tomasza Morusa, czy Miasta Słońca Tommaso Campanelli. Wspomina tragedię na stacji metra Niemiga, czy bitwę w tym samym miejscu z 1067 roku. Projekt socjalistycznego Mińska porównuje do realizacji utopijnego państwa doskonałego, poetyckiej, odrealnionej wizji ideologicznej.